# Stoczki (województwo mazowieckie)
Stoczki – wieś w Polsce położona w województwie mazowieckim, w powiecie przysuskim, w gminie Gielniów. Wieś ma status sołectwa.
| SIMC    | Nazwa       | Rodzaj    |
| ------- | ----------- | --------- |
| 0619060 | Pod Chonową | część wsi |

Prywatna wieś szlachecka, położona była w drugiej połowie XVI wieku w powiecie radomskim województwa sandomierskiego. W latach 1975–1998 miejscowość położona była w województwie radomskim.
Urodził się tu Jerzy Stanisław Aleksandrowicz – pułkownik lekarz Polskich Sił Zbrojnych, biolog, histolog, jeden z czołowych neurofizjologów porównawczych na świecie.
Wierni Kościoła rzymskokatolickiego należą do parafii Nawiedzenia Najświętszej Maryi Panny w Smogorzowie.